# Forró rágógumi 9.
A Forró rágógumi 9. ( Hahagiga Nimshehet,  Lemon Popsicle IX. – The Party Goes On) 2001-es izraeli–német kultuszfilm. A Forró rágógumi sorozat kilencedik és egyben utolsó darabja, melynek érdekessége, hogy a férfi triumvirátust (Yftach Katzur, Jonathan Sagall, Zachi Noy) lecserélték, mert valószínűleg kiöregedtek a szerepükből, ami nem is csoda, mert 1978 óta játsszák, ez a film pedig 2001-ben készült. Zachi Noy az egyetlen a régi stábból, aki megmaradt, most Yehudát alakítja. 2004-ben a rendező Yoram Globus bejelentette, hogy az eredeti stábbal leforgatja a tizedik részt, de ez még várat magára.

## Szereplők
| Szerep                 | Színész          | Magyar hang |
| ---------------------- | ---------------- | ----------- |
| Benji / Bentzi         | Elad Stefansky   |             |
| Bobby / Momo           | Ido Lev          |             |
| Huey / Yudale          | Nicky Goldstein  |             |
| Tammy                  | Shani Aloni      |             |
| Yehuda                 | Zachi Noy        |             |
| Yehuda felesége        | Ilana Avital     |             |
| Tanár                  | Uri Avrahami     |             |
| Helga                  | Cathleen Eionai  |             |
| Helga férje            | Dvir Benedek     |             |
| Borbély                | Shlomo Ben Naim  |             |
| Huey anyja             | Miri Bohadana    |             |
| Huey apja              | Shlomo Vishinsky |             |
| Rina                   | Rozina Cambos    |             |
| Laisha                 | Hagar Taphony    |             |
| Romek, Benji apja      | Moti Giladi      |             |
| Sonja, Benji anyja     | Nira Gal         |             |
| Martha / Bracha        | Yifat Oronl      |             |
| Mr. Fireman            | Nurit Cohen      |             |
| Victor / Froggy/Froike | David Cohen      |             |